# Főállású fater
A Főállású fater (eredeti nyelven: See Dad Run) 2012 és 2015 között vetített amerikai szitkom, amelyet Tina Albanese és Patrick Labyorteaux alkotott. A főbb szerepekben Scott Baio, Alanna Ubach, Ryan Newman, Jackson Brundage, Bailey Michelle Brown, Ramy Youssef és Mark Curry látható.
Amerikában 2012. október 6-án a Nick at Nite-on jelent meg, míg Magyarországon a Nickelodeon tűzte műsorra. 2022. augusztus 1-én a Comedy Central Family is bemutatta a sorozatot, újraszinkronizálva a főcímbeli "See Dad Run" címbemondást "Főállású fater"-re cserélve. 2024. január 1-én a TeenNick is ezt a változatott mutatta be.

## Ismertető
David Hobbs, a See Dad Run című sorozat főszereplője visszavonul, hogy a felesége legyen az igazi sztár a szappanoperában, és apa is lett belőle. Így három gyerekére kell vigyáznia.

## Szereplők

### Főszereplők
| Szereplő      | Színész               | Magyar hang        | Leírás                                                 |
| ------------- | --------------------- | ------------------ | ------------------------------------------------------ |
| David Hobbs   | Scott Baio            | Seszták Szabolcs   | Visszavonult színész.                                  |
| Amy Hobbs     | Alanna Ubach          | Solecki Janka      | David felesége.                                        |
| Emily Hobbs   | Ryan Newman           | Györke Laura       | David és Amy idősebb lánya.                            |
| Joe Hobbs     | Jackson Brundage      | Berecz Kristóf Uwe | David és Amy fia.                                      |
| Janie Hobbs   | Bailey Michelle Brown | Kobela Kira        | David és Amy fiatalabb lánya.                          |
| Kevin Kostner | Ramy Youssef          | Szalay Csongor     | David régi szitkomjának producere, aki segít Davidnek. |
| Marcus Barnes | Mark Curry            | Bognár Tamás       | David régi szitkomjának főírója, Davidék szomszédja.   |

### Mellékszereplők
| Szereplő        | Színész       | Magyar hang   | Leírás                                           |
| --------------- | ------------- | ------------- | ------------------------------------------------ |
| Mary Barnes     | Jaylen Barron | Pekár Adrienn | Emily legjobb barátnője, Marcus lánya.           |
| Matthew Pearson | Luke Benward  | Czető Roland  | Emily volt barátja.                              |
| Ricky Adams     | James Maslow  | Berkes Bence  | Színész, aki David fiát alakította a szitkomban. |

## Magyar változat
A szinkront az SDI Media Hungary készítette.
- Főcím: Endrédi Máté (See Dad Run), Horváth Vilmos Zoltán (Főállású fater)
- Stáblista: Endrédi Máté
- Magyar szöveg: Kozma Borbála
- Hangmérnök: Pilipár Éva
- Vágó: Császár Bíró Szabolcs
- Gyártásvezető: Németh Piroska
- Szinkronrendező: Faragó József
- Produkciós vezető: Koleszár Emőke
- További magyar hangok: Rába Roland, Vass Gábor, Sági Tímea, Szersén Gyula, Kocsis Mariann, Rosta Sándor, Kossuth Gábor, Molnár Kristóf, Törköly Levente, Albert Péter, Grúber Zita

## Évados áttekintés
| Évad | Évad | Epizódok | Eredeti sugárzás | Eredeti sugárzás    | Eredeti adó         | Magyar sugárzás     | Magyar sugárzás     | Magyar adó |
| Évad | Évad | Epizódok | Évadpremier      | Évadfinálé          | Eredeti adó         | Évadpremier         | Évadfinálé          | Magyar adó |
| ---- | ---- | -------- | ---------------- | ------------------- | ------------------- | ------------------- | ------------------- | ---------- |
|      | 1    | 20       | 2012. október 6. | 2013. május 12.     |                     | 2022. augusztus 1.  | 2022. augusztus 12. |            |
|      | 2    | 20       | 2013. június 2.  | 2014. október 9.    | 2022. augusztus 15. | 2022. augusztus 26. |                     |            |
|      | 3    | 15       | 2014. február 9. | 2015. augusztus 13. | 2022. augusztus 29. | 2022. szeptember 7. |                     |            |

## Évadok

### 1. évad (2012-2013)
| #   | #   | Eredeti cím                             | Magyar cím                     | Rendezte           | Írta                                 | Eredeti premier    | Magyar premier      | Gyártási kód |
| --- | --- | --------------------------------------- | ------------------------------ | ------------------ | ------------------------------------ | ------------------ | ------------------- | ------------ |
| 1.  | 1.  | See Dad Run Home                        | Apci, a háztartásbeli          | Andrew D. Weyman   | Tina Albanese és Patrick Labyorteaux | 2012. október 6.   | 2022. augusztus 1.  | 101          |
| 2.  | 2.  | See Dad Lose Janie                      | Apci a játszóházban            | Andrew D. Weyman   | Tina Albanese és Patrick Labyorteaux | 2012. október 14.  | 2022. augusztus 1.  | 102          |
| 3.  | 3.  | See Dad Play Coach                      | Apci, az edző                  | Andrew D. Weyman   | Michael Feldman                      | 2012. október 21.  | 2022. augusztus 2.  | 103          |
| 4.  | 4.  | See Dad Rise from the Dead              | Apci, az élőholt               | Victor Gonzalez    | Paul Ciancarelli és David DiPietro   | 2012. október 28.  | 2022. augusztus 2.  | 104          |
| 5.  | 5.  | See Dad Get Wah-Wah'd                   | Apcinak beszólnak              | Jody Margolin Hahn | Perry Rein és Gigi McCreery          | 2012. november 4.  | 2022. augusztus 5.  | 110          |
| 6.  | 6.  | See Dad Meet Matthew Pearson            | Apci és Matthew Pearson        | Victor Gonzalez    | Perry Rein és Gigi McCreery          | 2012. november 11. | 2022. augusztus 3.  | 105          |
| 7.  | 7.  | See Dad One Night Only                  | Apci, a beugrós                | Rich Correll       | Matt Boren                           | 2012. november 18. | 2022. augusztus 3.  | 106          |
| 8.  | 8.  | See Dad Catch a Rat                     | Apci, a patkányfogó            | Rich Correll       | David DiPietro és Paul Ciancarelli   | 2012. november 25. | 2022. augusztus 4.  | 108          |
| 9.  | 9.  | See Dad Run Christmas Into the Ground   | Apci karácsonyi küzdelme       | Jonathan Judge     | Tina Albanese és Patrick Labyorteaux | 2012. december 9.  | 2022. augusztus 10. | 115          |
| 10. | 10. | See Dad Campaign                        | Apa kampányol                  | Rich Correll       | Matt Boren                           | 2013. február 17.  | 2022. augusztus 11. | 117          |
| 11. | 11. | See Dad Get Schooled                    | Apci töri a törit              | Jonathan Judge     | Perry Rein és Gigi McCreery          | 2013. február 24.  | 2022. augusztus 10. | 116          |
| 12. | 12. | See Dad Assist Kevin                    | Apci gondozza Kevint           | Jody Margolin Hahn | Earl Davis                           | 2013. március 3.   | 2022.augusztus 8.   | 112          |
| 13. | 13. | See Dad Run, But He Can't Hide          | Apci és a lesifotós            | Jody Margolin Hahn | Mitchel Katlin és Nat Bernstein      | 2013. március 10.  | 2022.augusztus 8.   | 111          |
| 14. | 14. | See Dad Get Married and Married         | Apci házasságai                | Rich Correll       | Mitchel Katlin és Nat Bernstein      | 2013. március 17.  | 2022. augusztus 9.  | 113          |
| 15. | 15. | See Dad as The Great and Powerful Hobbs | Apci, a nagy és hatalmas Hobbs | Victor Gonzalez    | Michael Feldman                      | 2013. március 31.  | 2022. augusztus 5.  | 109          |
| 16. | 16. | See Dad Play Hard to Get                | Apci kéreti magát              | Madeline Cripe     | Lisa Parsons                         | 2013. április 7.   | 2022. augusztus 9.  | 114          |
| 17. | 17. | See Dad Get Janie Into Kindergarten     | Apa óvodába adja Janie-t       | Jody Margolin Hahn | Michael Feldman                      | 2013. április 14.  | 2022. augusztus 12. | 119          |
| 18. | 18. | See Dad Host a Playgroup                | Apci és a gyereknevelés        | Rich Correll       | Lisa Parsons                         | 2013. április 21.  | 2022. augusztus 4.  | 107          |
| 19. | 19. | See Dad Get Attacked By Promzilla       | Apák a fronton                 | Anthony Rich       | Paul Ciancarelli és David DiPietro   | 2013. április 28.  | 2022. augusztus 11. | 118          |
| 20. | 20. | See Dad See Through Grandma             | Apa megneveli nagyit           | Jody Margolin Hahn | Tina Albanese és Patrick Labyorteaux | 2013. május 12.    | 2022. augusztus 12. | 120          |

### 2. évad (2013-2014)
| #   | #   | Eredeti cím                                | Magyar cím                           | Rendezte           | Írta                                 | Eredeti premier      | Magyar premier      | Gyártási kód |
| --- | --- | ------------------------------------------ | ------------------------------------ | ------------------ | ------------------------------------ | -------------------- | ------------------- | ------------ |
| 21. | 1.  | See Dad Swoon                              | Apci rajong                          | Jody Margolin Hahn | Tina Albanese és Patrick Labyorteaux | 2013. június 2.      | 2022. augusztus 15. | 202          |
| 22. | 2.  | See Dad Get the Family to the Airport      | Apci kiviszi a reptérre a családot   | Jody Margolin Hahn | Michael Feldman                      | 2013. június 9.      | 2022. augusztus 15. | 201          |
| 23. | 3.  | See Dad Be Normal.ish                      | Amikor apci átlagos-szerű            | Jonathan Judge     | Matt Boren                           | 2013. június 16.     | 2022. augusztus 17. | 205          |
| 24. | 4.  | See Dad Throw a Birthday Party             | Apci szülinapi zsúrt rendez          | Jonathan Judge     | Lisa Parsons                         | 2013. szeptember 8.  | 2022. augusztus 17. | 206          |
| 25. | 5.  | See Dad McLivin' with the McGinleys        | Apci és a McGinley valóság-show      | David DeLuise      | David DiPietro és Paul Ciancarelli   | 2013. szeptember 15. | 2022. augusztus 16. | 204          |
| 26. | 6.  | See Dad Prove He Has Chemistry             | Apci kimutatja a szeretetet          | Rich Correll       | Earl Davis                           | 2013. szeptember 27. | 2022. augusztus 18. | 207          |
| 27. | 7.  | See Dad Run a Fever                        | Apci beteg                           | Victor Gonzalez    | David L. Moses és Clay Lapari        | 2013. október 6.     | 2022. augusztus 19. | 209          |
| 28. | 8.  | See Dad Send Emily Flowers                 | Apci virágot küld Emilynek           | Jody Margolin Hahn | Perry Rein és Gigi McCreery          | 2013. október 13.    | 2022. augusztus 24. | 216          |
| 29. | 9.  | See Dad Run Halloween                      | Apci és a Halloween                  | Jody Margolin Hahn | Earl Davis                           | 2013. október 20.    | 2022. augusztus 23. | 214          |
| 30. | 10. | See Dad Dance Around the Truth             | Apci eltáncolja az igazságot         | Jody Margolin Hahn | Tina Albanese és Patrick Labyorteaux | 2013. november 3.    | 2022. augusztus 25. | 218          |
| 31. | 11. | See Dad See Dad Run                        | Apci éli a sorozatát                 | Scott Marshall     | Mitchel Katlin és Nat Bernstein      | 2013. november 10.   | 2022. augusztus 23. | 213          |
| 32. | 12. | See Dad Have a Career                      | Apci hivatása                        | Jody Margolin Hahn | Matt Boren                           | 2013. november 24.   | 2022. augusztus 24. | 215          |
| 33. | 13. | See Dad See Joe Sleepwalk                  | Apci és az alvajáró Joe              | Rich Correll       | Scott Marshall és Garry Marshall     | 2014. január 5.      | 2022. augusztus 26. | 219          |
| 34. | 14. | See Dad Run Until He Drops                 | Apci kifullad                        | Jonathan Judge     | David DiPietro és Paul Ciancarelli   | 2014. január 12.     | 2022. augusztus 26. | 220          |
| 35. | 15. | See Dad Roast the Toast                    | Apci beolvas                         | Jonathan Judge     | Nat Bernstein és Mitchel Katlin      | 2014. január 19.     | 2022. augusztus 25. | 217          |
| 36. | 16. | See Dad Downsize                           | Apci selejtez                        | Victor Gonzalez    | David DiPietro és Paul Ciancarelli   | 2014. április 3.     | 2022. augusztus 19. | 210          |
| 37. | 17. | See Dad Run Joe Into Detention             | Apci és a szobafogság                | Jody Margolin Hahn | Michael Feldman                      | 2014. április 10.    | 2022. augusztus 22. | 212          |
| 38. | 18. | See Dad Teach Emily to Drive               | Apci vezetni tanítja Emilyt          | Mitchel Katlin     | Gigi McCreery és Perry Rein          | 2014. április 17.    | 2022. augusztus 18. | 208          |
| 39. | 19. | See Dad Ruin Joe's Teacher                 | Apci felborítja Mumbrue tanár életét | Jody Margolin Hahn | Gigi McCreery és Perry Rein          | 2014. október 2.     | 2022. augusztus 16. | 203          |
| 40. | 20. | See Dad Lose the Forest for the Tree House | Apci nem látja az erdőt a fakuckótól | Rich Correll       | Tina Albanese és Patrick Labyorteaux | 2014. október 9.     | 2022. augusztus 22. | 211          |

### 3. évad (2014-2015)
| #   | #   | Eredeti cím                       | Magyar cím                           | Rendezte           | Írta                                 | Eredeti premier     | Magyar premier      | Gyártási kód |
| --- | --- | --------------------------------- | ------------------------------------ | ------------------ | ------------------------------------ | ------------------- | ------------------- | ------------ |
| 41. | 1.  | See Dad Nail Valentine’s Day      | Apci és a Valentin Nap               | Jody Margolin Hahn | Earl Davis                           | 2014. február 9.    | 2022. augusztus 29. | 301          |
| 42. | 2.  | See Dad Run Into Marcus' Nephew   | Marcus unokaöccse                    | Robbie Countryman  | Mitchel Katlin és Nat Bernstein      | 2014. április 24.   | 2022. augusztus 30. | 304          |
| 43. | 3.  | See Dad Rough It                  | Apci, a kemény                       | Scott Marshall     | Matt Boren                           | 2014. május 1.      | 2022. augusztus 30. | 303          |
| 44. | 4.  | See Dad Become Room Mom           | Apci "ovi-mami" lesz                 | Jody Margolin Hahn | Michael Feldman                      | 2014. október 16.   | 2022. augusztus 29. | 302          |
| 45. | 5.  | See Dad Live at Five              | Apci és a Hírek                      | Rich Correll       | Tina Albanese és Patrick Labyorteaux | 2014. november 6.   | 2022. augusztus 31. | 305          |
| 46. | 6.  | See Dad Watch Janie Run Away      | Janie világgá megy                   | Rich Correll       | Jay Kogen                            | 2014. november 13.  | 2022. augusztus 31. | 306          |
| 47. | 7.  | See Dad Fire Original Katie Again | Apci kirúgja az első lányát - megint | Jody Margolin Hahn | Gigi McCreery és Perry Rein          | 2014. november 20.  | 2022. szeptember 1. | 307          |
| 48. | 8.  | See Dad Get in the Ring           | Apci ringbe száll                    | Scott Marshall     | Paul Ciancarelli és David DiPietro   | 2014. december 4.   | 2022. szeptember 1. | 308          |
| 49. | 9.  | See Dad Rest His Case             | Apci bizonyít                        | Rich Correll       | Scott Marshall                       | 2015. június 25.    | 2022. szeptember 2. | 309          |
| 50. | 10. | See Dad Runner Up                 | Apci és a győzelem                   | Scott Marshall     | Tina Albanese és Patrick Labyorteaux | 2015. július 2.     | 2022. szeptember 2. | 310          |
| 51. | 11. | See Dad Jump                      | Apci kiugrik                         | Jody Margolin Hahn | David DiPietro és Paul Ciancarelli   | 2015. július 9.     | 2022. szeptember 5. | 311          |
| 52. | 12. | See Dad's Mom With Mom's Dad      | Apci anyja anya apjával              | Victor Gonzalez    | Perry Rein és Gigi McCreery          | 2015. július 16.    | 2022. szeptember 5. | 312          |
| 53. | 13. | See Dad Overreact                 | Apci túlreagál                       | Rich Correll       | Tina Albanese és Patrick Labyorteaux | 2015. július 23.    | 2022. szeptember 6. | 313          |
| 54. | 14. | See Dad Find His Way Home         | Apci hazatalál                       | Jody Margolin Hahn | Tina Albanese és Patrick Labyorteaux | 2015. augusztus 13. | 2022. szeptember 6. | 314          |
| 55. | 15. | See Dad Find His Way Home         | Apci hazatalál                       | Jody Margolin Hahn | Tina Albanese és Patrick Labyorteaux | 2015. augusztus 13. | 2022. szeptember 7. | 315          |

## A sorozat készítése
2011. október 24-én a Nickelodeon zöld utat adott a sorozat próbaepizódnak, amely akkor még Daddy's Home munkacímen volt ismert, így ez lett az első eredeti vígjáték a Nick at Nite-on. 2012. március 27-én 20 epizódot rendeltek be. 2012. december 19-én a Nick at Nite megújította a sorozatot egy második évadra. 2013. október 21-én a sorozatot egy harmadik évadra is megújították. 2014. március 17-én a sorozatot elkaszálták, a harmadik és egyben utolsó évad forgatása májusban fejeződött be.